# أبو الوليد إسماعيل الأول
أبو الوليد إسماعيل الأول (1279 - 1325) هو أبو الوليد إسماعيل الغالب باللَّه بن فرج بن إسماعيل بن يوسف بن نصر. من بني نصر أو بني الأحمر المنحدرة من قبيلة الخزرج القحطانية، حكم مملكة غرناطة في الأندلس بين عامي (1314 - 1325).

## نبذه
كان بطلاً مغواراً قاد الجيوش بنفسه وهزم الأسبان بالقرب من غرناطة عام 718 هـ وقتل ملكهم الفونسو في المعركة بل وغزا بلاد الأسبان كذالك وكان قائداً محنكاً من أفضل قادة وسلاطين بنو الأحمر.
هو أبو الوليد إسماعيل بن فرج بن محمد الأول بن الأحمر أو إسماعيل الأول (1279-1325) خامس سلطان على غرناطة من بني الأحمر وقد حكم من 1314 إلى 1325. وهو حفيد محمد الثاني الفقيه.
أمه الأميرة فاطمة بنت محمد الثاني الفقيه وابنة أخي كل من السلطانين محمد الثالث ونصر. أبوه كان أبو سعيد فرج، ابن عم ونسيب نفس السلطانين وكذلك ابن عم زوجته فاطمة .
ارتقى سدة الحكم بعد أن خلع السلطان نصر. وقد طلب نصر في 1315 مساعدة الأسبان لاستعادة العرش مذكراً إياهم بصفته (التعاهدية) كملك تابع لتاج قشتالة. وفي ربيع 1316 تحركت قوة أسبانية ضخمة إلى وادي آش، مقر السلطان نصر المخلوع، وقابلت قوات مرينية بقيادة عثمان بن أبي العلا في أليكون، في وادي فرتونة، ولا تـُجمع المصادر على من المنتصر ولكن يُعتقد أن المسيحيين تفوقوا بقدر طفيف، بدليل أنهم استولوا على قمبيل والخبر (أو الحران) في الطريق إلى غرناطة. وقد قام إسماعيل بهجوم مضاد على جبل طارق إلا أن إنفانته (ولي العهد) دون پدرو صده وعقد هدنة في يوليو 1316 وظلت سارية حتى مارس 1317. وبعد استئناف القتال، نهب الأسبان بلدات حصن اللوز، پينار ومونتشيكار، غير البعيدة عن غرناطة. وفي 1318، احتل الأسبان بلمز. فطلب الغرناطيون النجدة من المرينيين، إلا أن سيطرة القشتاليين على موانئ طريفة وجبل طارق وسقوط سبتة في يد المتمرد يحيى بن أبي طالب عبد الله من بني عزفي، جعلت النجدة المرينية أمراً عسيراً .
احتل الأسبان بلدة تسكار، بالقرب من قصادة، في 26 مايو 1319. وقام الأمير القشتالي پدرو من قشتالة، شقيق الملك الراحل فرناندو الرابع المستدعى والوصي على ابن أخيه القاصر الملك ألفونسو الحادي عشر العادل، بعدة حملات نهب لأراضي غرناطة، إلا أن إسماعيل تصدى لهجوم كبير في 25 يونيو 1319 كان يهدف لاسقاط إمارة غرناطة في معركة إلبيرة في تل البيرة بوادي غرناطة، ويسميها الأسبان بكارثة وادي غرناطة [الإسبانية] حيث لقي وليا عهد قشتاليان، اثنان على التوالي، پدرو وخوان مصرعهما وكلاهما كان وصياً على الملك ألفونسو الحادي عشر، وانتصر إسماعيل نصراً مؤزراً. النصر فتح فترة هدنة بين مملكة غرناطة ومملكة قشتالة وليون. وفي بضع سنين، تمكن الملك إسماعيل من مد سلطانه ضاماً بلدات بازا واورتشه أو هويسكار التي استعمل المدافع في اخضاعها.

## معاهدة الصلح معمملكة أراغون
في سنة 721هـ / 1321م جدد السلطان إسماعيل بن الأحمر النصري معاهدة الصلح مع خايمي الثاني ملك أراغون وذلك تحقيقًا لرغبته؛ ونص في المعاهدة الجديدة على:
- أن يعقد بين الفريقين صلح ثابت لمدة خمسة أعوام، تؤمن خلالها أرض المسلمين بالأندلس وأرض أراجون تأمينًا تامًا برًا وبحرًا.
- أن تباح التجارة لرعايا كل من الفريقين في أرض الآخر.
- أن يتعهد كل من الملكين بمعاداة من يعادى الآخر، وأن لا يأوي له عدوًا أو يحميه.
- أن تكون سفن كل فريق وشواطئه ومراسيه آمنة، وأن يسرح كل فريق من يؤسر في البحر من رعايا الفريق الآخر.
- تضمنت المعاهدة أيضًا نصًا خاصًا بتعهد ملك أراجون بألا يمنع خروج المدجّنين من أراضيه إلى أرض المسلمين بأهلهم وأولادهم وأموالهم، وهو نص يلفت النظر، إذ كان المدجنون في هذا العصر يؤلفون أقليات كبيرة في بلنسية ومرسية وشاطبة وغيرها من القواعد الشرقية، وكان ملوك أراجون يحرصون على بقائهم وعدم هجرتهم لأسباب اقتصادية وعمرانية .

## وفاته
في سنة 1324 (724 هـ) زحف السلطان إسماعيل على مدينة بيّاسة الحصينة وحاصرها بشدّة، وأطلق المسلمون عليها الحديد والنار من آلات قاذفة تشبه المدافع حتى سلّمت. وفي رجب من العام التالي (725 هـ) سار إسماعيل إلى مرتش واستولى عليها عَنْوَة، وكانت أعظم غزواته، وامتلأت أيدي المسلمين بالسّبي والغنائم، ثم عاد السلطان إلى غرناطة مكلّلاً بغار النصر. بيد أنه لم تمض على عودته ثلاثة أيام، حتى قتل بباب قصره غيلة، وكان قاتله ابن عمه محمد بن إسماعيل صاحب الجزيرة، وقد حقد عليه لأنه انتزع منه جارية رائعة الحسن ظفر بها في معركة مرتش وبعث بها إلى حريمه بالقصر. ولما عاتبه محمد ردّه بجفاء، وأنذره بمغادرة البلاط، فتربص به وطعنه بخنجره وهو بين وزرائه وحشمه، فحمل جريحاً حيث توفى على الأثر، وكان مصرعه في 26 رجب سنة (725 هـ) - (تموز - يونيه 1325).

## حبه للعمارة
كان إسماعيل محباً محباً للعلوم والمعمار، وقد أضاف الكثير لمجمع قصر الحمراء وقصر جنة العريف، كما بني قصر السيد Alcazar Genil في 1319، الذي صار مقراً للمسنات من الأميرات والحريم. كما شيد مجمع قصور جديد ولاحقاً جدد قصر كومارس.

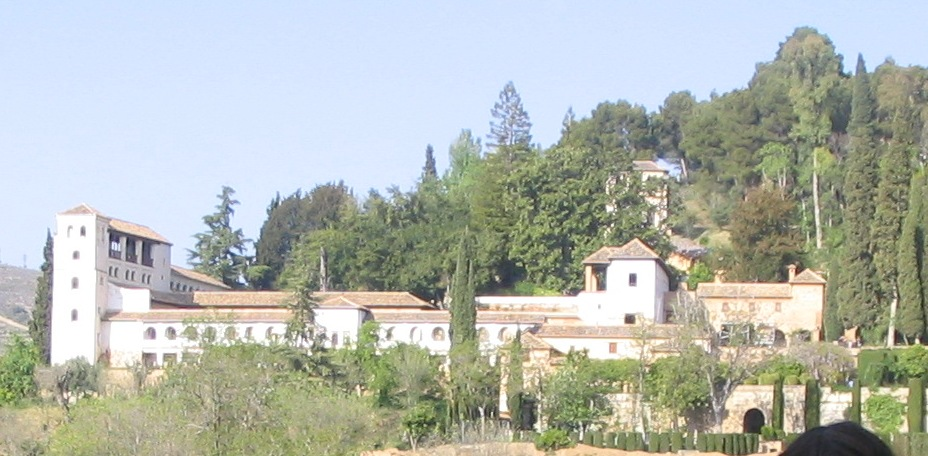
قصر جنة العريف الذي اضاف له الكثير السلطان إسماعيل

## نسله
وقد أنجب إسماعيل على الأقل أربع أبناء: محمد، إسماعيل وفرج ويوسف. اثنان منهم خلفاه في الحكم: محمد الرابع (سلطان غرناطة) وأبو الحجاج يوسف الأول .

## العبارة التي كتبت على قبره
كُتب على قبره على لوح من الرخام بباب قبره :
"هذا قبر السلطان، فتَّاح الأمصار، وناصر ملّة المصطفى المختار، ومحيي سبيل آبائه الأنصار، الإمام العادل، الهمام الباسل، صاحب الحرب والمحراب، الطاهر الأنساب والأثواب، أسعد الملوك دولة، وأمضاهم في ذات الله صولة، سيف الجهاد، ونور البلاد الحسام المسلول في نصرة الإيمان، والفؤاد المعمور بخشية الرحمن.
المجاهد في سبيل الله، المنصور بفضل الله، أمير المسلمين أبي الوليد إسماعيل بن الهمام الأعلى الطاهر الذات والفخار، الكريم المآثر والآثار، كبير الإمامة النصرية، وعماد الدولة الغالبية، المقدّس، المرحوم أبي سعيد فرج، ابن علم الأعلام، وحامي حمى الإسلام، صنو الإمام الغالب، وظهيره العليّ المراتب، المقدّس، المرحوم أبي الوليد إسماعيل بن نصر، قدّس الله روحه الطيّب، وأفاض عليها غيث رحمته الصيّب، ونفعه بالجهاد والشهادة، وحباه بالحسنى والزيادة، جاهد في سبيل الله حقّ الجهاد، وصنع له في فتح البلاد، وقتل كبار الأعاد، ما يجده مذخورا يوم التناد، إلى أن قضى الله بحضور أجله، فختم عمره بخير عمله، وقبضه إلى ما أعدّ له من كرامته وثوابه، وغبار الجهاد طيّ أثوابه، فاستشهد رحمه الله شهادة أثبتت له في الشهداء من الملوك قدما، ورفعت له في أعلام السعادة علمًا"